# ساکی فوکودا
ساکی فوکودا (انگلیسی: Saki Fukuda؛ زادهٔ ۱۹ سپتامبر ۱۹۹۰) بازیگر، صداپیشه و خواننده اهل ژاپن است. از فیلم‌هایی که وی در آن نقش داشته‌است، می‌توان به یاترمن اشاره کرد.